# 일본의 센카쿠 제도 국유화
일본의 센카쿠 제도 국유화(일본어: 尖閣諸島国有化 센카쿠쇼토우코쿠슈카[*])는 도쿄도의 센카쿠 제도(중국명 댜오위다오) 구매 계획으로 2012년 9월 11일에 지금까지 사유지였던 센카쿠 제도(중국명 댜오위다오)의 3개의 섬 우오쓰리섬(중국명 댜오위섬), 기타코섬(중국명 베이샤오섬), 미나미코섬(중국명 난샤오섬)을 일본 정부가 구입하여 국유화된 것에 대한 일련의 사건을 말한다.